# Ende
Pour les articles homonymes, voir Ende (homonymie).
Ende est la capitale du kabupaten d'Ende, sur l'île de Florès dans la province indonésienne des petites îles de la Sonde orientales.
La ville est le siège de l'Archidiocèse d'Ende avec la cathédrale du Christ Roi. En 2005, le diocèse de Maumere a été créé en le détachant de l'archevêché.
La ville d'Ende a une population de 60 000 habitants.

## Histoire

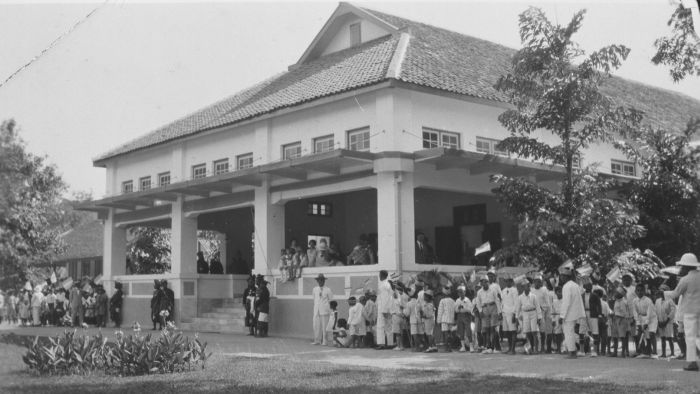
Ende dans les années 1930

A Ende résidait un assistent-resident, fonctionnaire colonial hollandais, sous les ordres du resident de Timor.

## Langue
La langue ende appartient au sous-groupe dit "bima-sumba" de la branche malayo-polynésienne des langues austronésiennes.

## Transport

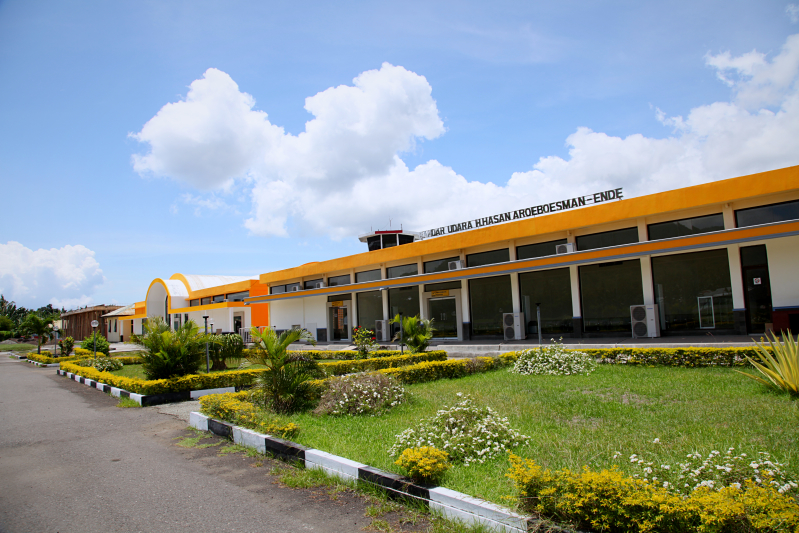
L'aéroport H. Hasan Aroeboesman

Un aéroport dessert la ville.